# Torre Cepsa
De Torre Cepsa is een kantoorgebouw in de Spaanse hoofdstad Madrid, naar ontwerp van de Britse architect Norman Foster.
Het is het hoogste bouwwerk van Spanje en staat met een hoogte van 250 meter op de dertiende plaats op de lijst van hoogste gebouwen van Europa.
Het gebouw telt 45 verdiepingen, de bouw was in 2008 voltooid, afwerking en de inhuldiging volgde in mei 2009 en de wolkenkrabber werd toen nog aangeduid als Torre Foster. De oorspronkelijke opdrachtgever is het oliebedrijf Repsol, en een naam als Torre Repsol was voorzien, maar tijdens de bouw is het voor € 815 miljoen verkocht aan de spaarbank Caja Madrid, wat leidde tot de naam Torre Caja Madrid.  Toen Caja Madrid in 2010 opging in de fusiebank Bankia veranderde de naam naar Torre Bankia. Bankia verhuisde in 2014 naar de Torres KIO en de nieuwe referentiehuurder (en naamgever) werd in 2014 de Spaanse oliemaatschappij Cepsa.
Het bouwwerk is onderdeel van de zakenwijk Área de negocios de Cuatro Torres, opgebouwd met eerst vier, later vijf kantoortorens. De vier eerste torens zijn de vier hoogste bouwwerken van Spanje, de in 2020 toegevoegde toren moet nog twee andere bouwwerken voorlaten, en was in 2021 het op zes na hoogste gebouw van Spanje. De hoogte van de torens zijn 250 meter voor de Torre Cepsa, 249 meter voor de Torre de Cristal, 236 meter voor de Torre PwC, 224 meter voor de Torre Emperador Castellana en 181 meter voor de Caleido, afgewerkt in 2020 en ook gekend als de Quinta Torre. De zakenwijk ligt aan de belangrijke verkeersas Paseo de la Castellana in het noordelijk Madrileens district Fuencarral-El Pardo, op de grens met het district Chamartín.